# الليبرالية في إسرائيل
أدّت الليبرالية دورًا بارزًا في التاريخ السياسي لإسرائيل منذ تأسيسها.
حازت العديد من الأحزاب الليبرالية دعمًا شعبيًا واسعًا، حيث تجلّى ذلك في تمثيلها النيابي في الكنيست. برغم الشكوك التي تُبديها الليبرالية تجاه القومية، فإن الليبراليين اليهود في إسرائيل يدعمون بشكل عام صيغة معينة من الصهيونية.
يُعتبر الليبراليون المحافظون (انظر تيار الصهيونية العمومية، والحزب الليبرالي) أعضاء مؤسسين لحزب الليكود، الحزب المحافظ الأكبر في البلاد، في حين اندمج الليبراليون الاجتماعيون (انظر الحزب التقدمي، والليبراليون المستقلون) اندمجوا في حزب العمل الديمقراطي الاجتماعي. فيما بعد، ظهر حزب شينوي الليبرالي المخضرم، والمعادي لرجال الدين، والمناصر للسوق الحرة، وهو عضو في منظمة الليبرالية الدولية. وفي عهد أقرب، يُذكر حزب كاديما وهو حزب وسط يضم طيفًا واسعًا من الليبراليين، والسياسيين من اليسار واليمين.
الأحزاب الليبرالية الحالية (والصهيوينة الليبرالية) هي الأمل الجديد، ويش أتيد (هناك أمل)، وهوزن (أزرق وأبيض). في المقابل، يستمد حزب التجمع الوطني الديمقراطي مبادئه من القيم الليبرالية الرامية إلى إزالة التمييز ضد المواطنين العرب وإعادة تعريف هوية إسرائيل باعتبارها دولة لجميع المواطنين بدلًا من كونها «دولة يهودية ديمقراطية»، ولكنه حزب علماني أكثر من كونه ليبرالي.

## إطار زمني

### من تيار الصهيونية العمومية حتى الحزب الليبرالي
- 1922: تأسيس تيار الصهيونية العمومية على يد المنتمين للوسط في المنظمة الصهيونية العالمية.[2]
- 1931: انشقاق الصهاينة العموميين في «المجموعة آ» و «المجموعة ب».
- 1945: اندماج المجموعتين (أ) و(ب) التابعين للصهاينة العموميين.
- 1951: حصول الحزب على 16.2% من الأصوات و20 مقعدًا في الانتخابات العامة.
- 1961: اندماج الحزب مع الحزب التقدمي ليصبحا الحزب الليبرالي والذي حصد 13.6% من الأصوات و17 مقعدًا في الانتخابات العامة.[3][4]
- 1965: انشقاق الحزب الليبرالي، وانضمام الأغلبية المحافظة إلى حزب حيروت ليشكلوا حزب جاحال، الذي أصبح ائتلاف الليكود في نهاية المطاف، في حين شكّل الجناح اليساري حزب الليبراليين المستقلين.
- 1988: اندماج الحزب الليبرالي وحيروت رسميًا ما حوّل الليكود من ائتلاف انتخابي إلى حزب سياسي موحد.

### من الحزب التقدمي حتى الليبراليين المستقلين
- 1948: تشكيل الحزب التقدمي.[5][6]
- 1961: اندماج الحزب التقدمي مع تيار الصهاينة العموميين ليصبحا الحزب الليبرالي.
- 1965: منشقون من الحزب الليبرالي يشكلون الليبراليين المستقلين.
- 1984: انضمام الحزب الليبرالي إلى القائمة الانتخابية للتجمع الحزبي: معراخ.
- 1991: اندماج الحزب الليبرالي رسميًا مع حزب العمل.

### شينوي، الحركة الديمقراطية، شينوي، هيتس
- 1973: تأسيس أمنون روبنشتاين لحزب شينوي.
- 1976: اندماج حزب شينوي مع أحزاب ليبرالية ثانوية تحت اسم الحركة الديمقراطية للتغيير.[7]
- 1977: فوز الحركة الديمقراطية للتغيير بـ 11.6% من الأصوات و15 مقعدًا في الانتخابات العامة.
- 1978: انقسام الحركة الديمقراطية للتغيير إلى الحركة الديمقراطية وحركة التغيير والمبادرة.
- 1981: إعادة حركة التغيير والمبادرة تسمية نفسها إلى شينوي.[8]
- 1988: حزب شينوي يُعيد تسمية نفسه إلى شينوي – حزب وسط.
- 1992: اندماج حزب شينوي مع مابام وراتس لتشكيل ميرتس، حزب ديمقراطي اشتراكي.
- 1998: أفرام بوراتس يقود انشقاقًا عن ميرتس لإعادة تجميع شينوي كحزب مستقل.
- 1999: أفرام بوراتس يوجه دعوة لتومي لابيد ليرأس حزب شينوي.
- 2003: فوز حزب شينوي بـ12.3% من الأصوات وحصوله على 15 مقعدًا في الانتخابات العامة.
- 2006: مغادرة لابيد لحزب شيني، وبوراتس يؤسس حزب هيتس.
- 2012: بوراتس يسمح لتسيبي ليفني استخدام هيكل حزب هيتس لتأسيس حزبها الجديد، هتنوعا.[9]

### كاديما وهتنوعا
- 2005: مغادرة أرييل شارون، رئيس الوزراء وزعيم حزب الليكود للحزب وتشكيله حزب كاديما لهدف رئيسي تمثّل في دعم خطة فك الارتباط الأحادية الإسرائيلية من قطاع غزة، وسرعان ما انضم إليه سياسيون من حزب العمل يشاطرونه الموقف، أبرزهم شمعون بيريز، وسياسيون من أحزاب أخرى.
- 2006: إصابة شارون بجلطة دماغية حادة، ورغم ذلك فوز كاديما بزعامة إيهود أولمرت في الانتخابات العامة بنسبة 22.0% و29 مقعدًا. تنصيب أولمرت رئيسًا للوزراء.
- 2009: حصول كاديما بزعامة تسيبي ليفني على المرتبة الأولى في الانتخابات العامة بنسبة 22.5% من الأصوات و28 مقعدًا، وفشل ليفني في تشكيل الحكومة.
- 2013: انخفاض نسبة حزب كاديما الذي شهد انشقاق حزب هتنوعا إلى 2.1% من الأصوات ومقعدين في الانتخابات العامة. مع حصول هتنوعا على 5.0% و6 مقاعد.
- 2014: انضمام هتنوعا إلى القائمة الانتخابية للاتحاد الصهيوني إلى جانب حزب العمل والحركة الخضراء.
- 2015: فوز هتنوعا في الانتخابات العامة بـ6 مقاعد من قائمة الاتحاد الصهيوني، في حين اختار كاديما الخروج من القائمة، بعد انضمام زعيمه الأخير إلى حزب كولانو حديث التأسيس.
- 2019: إعلان حزب هتنوعا الانسحاب في فترة التحضير للانتخابات العامة في أبريل.

### الانشقاقات عن حزب الليكود والاندماج فيه
- 2014: تأسيس حزب كولانو على يد موشيه كحلون المنشق عن حزب الليكود.
- 2015: فوز كولانو في الانتخابات العامة بنسبة 7.5% و10 مقاعد. وبعد الانتخابات، قاد موشيه فيجلين مجموعته للخروج من الليكود ليشكل حزب زيهوت الليبرتاري (اليميني).
- 2019: فوز حزب كولانو في الانتخابات العامة في أبريل بنسبة 3.5% و4 مقاعد، مع حصول زيهوت على 2.7% إنما بلا مقاعد نيابية. عدم خوض كلّ من حزبي كولانو وزيهوت الانتخابات العامة في سبتمبر بعد اتفاقات مع حزب الليكود. وحصول كولانو على مقعد واحد من قائمة الليكود الانتخابية.
- 2020: حصول حزب كولانو في الانتخابات العامة على مقعد واحد من قائمة الليكود، مع بقاء زيهوت خارج القائمة. في ديسمبر، تأسيس جدعون ساعر، المنشق عن الليكود، حزب الأمل الجديد.

### يش أتيد، وهوزن، وتيلم، والأحزاب الصغرى
- 2012: تأسيس يائير لابيد، نجل تومي، حزب يش أتيد (هناك مستقبل).
- 2013: فوز يش أتيد في الانتخابات العامة بنسبة 14.3% و19 مقعدًا.
- 2015: انخفاض نسبة حزب يش أتيد في الانتخابات العامة إلى 8.8% و11 مقعدًا.[10]
- 2018: إطلاق بيني غانتس حزب هوزن، وهو حزب وسطي عريض ذو أهداف اقتصادية ليبرالية. تشكيل حزب الجسر على يد أورلي ليفي، المنشقة عن حزب إسرائيل بيتنا.
- 2019 : في الفترة السابقة للانتخابات العامة في أبريل انضمام كلّ من يش أتيد، وهوزن، وحزب تلم المشكل حديثًا إلى ائتلاف أزرق أبيض، بقيادة وزير الليكود السابق موشيه يعلون. وفوز القائمة بنسبة 26.1% و35 مقعدًا، فيما حصل حزب الجسر على نسبة 1.7% ولكن بلا مقاعد. في الانتخابات العامة المعقودة في سبتمبر، فوز قائمة أزرق أبيض بالمرتبة الأولى بنسبة 26.1% و33 مقعدًا، مع حصول حزب الجسر على مقعد واحد لزعيمته ليفي بالتحالف مع حزب العمل.
- 2020: في الانتخابات العامة، ارتفاع نسبة ائتلاف أزرق أبيض إلى 26.6% و33 مقعدًا، رغم تراجعه إلى المرتبة الثانية بعد الليكود. بعد الانتخابات، انقسام أزرق أبيض بخصوص تشكيل حكومة وحدة وطنية إلى جانب الليكود: حزب هوزن الذي احتفظ بتسمية «أزرق أبيض» من جهة، وحزب يش أتيد وتلم من جهة أخرى. في خضم ذلك، انشقت مجموعة أقلية من تلم وشكلت حزب ديريخ إريتس، ودعمت حكومة الوحدة الوطنية إلى جانب هوزن. في ديسمبر، اندماج ديرخ إريتس في حزب الأمل الجديد. وفي ديسمبر كذلك، إعلان عوفر شيلح المنشق عن حزب يش أتيد عن نيته تشكيل حزب سياسي جديد اسمه تنوفا، مع مغادرة رئيس بلدية تل أبيب، رون حولداي من اليسار، لحزب العمل بغية إطلاق حزب الإسرائيليين، والذي انضم إليه أيضًا قياديون منشقون من حزب هوزن وائتلاف أزرق أبيض.
- 2021: في الفترة السابقة على الانتخابات العامة انفصال حزبي يش أتيد وتلم عن بعضهما، وانسحاب تلم من المنافسة على الانتخابات.